# High-bit-rate digital subscriber line
Đường dây thuê bao kỹ thuật số tốc độ cao (High-bit-rate digital subscriber line - HDSL) là một giao thức viễn thông được chuẩn hóa vào năm 1994. Đây là công nghệ đường dây thuê bao kỹ thuật số (DSL) đầu tiên sử dụng phổ tần số cao hơn cáp xoắn đôi lõi đồng. HDSL được phát triển để vận chuyển các dịch vụ DS1 với tốc độ 1.544 Mbit/s và 2.048 Mbit / s qua các vòng lặp cục bộ qua điện thoại mà không cần bộ lặp lại. Công nghệ kế thừa cho HDSL bao gồm HDSL2 và HDSL4, SDSL độc quyền và G.SHDSL.

## Tiêu chuẩn hóa
HDSL được phát triển cho dịch vụ T1 với tốc độ 1.544 Mbit / s bởi Ủy ban Viện Tiêu chuẩn Quốc gia Hoa Kỳ (ANSI) T1E1.4 và được xuất bản vào tháng 2 năm 1994 với tên Báo cáo Kỹ thuật ANSI TR-28. Biến thể Mỹ này sử dụng hai cặp dây với tốc độ 784 kbit / s, sử dụng mã dòng 2B1Q, cũng được sử dụng trong biến thể Mỹ của giao diện ISDN U. Sản phẩm đầu tiên được phát triển vào năm 1993. Một phiên bản châu Âu của tiêu chuẩn cho dịch vụ E1 với tốc độ 2.048 Mbit/s đã được xuất bản vào tháng 2 năm 1995 bởi Viện Tiêu chuẩn Viễn thông Châu Âu (ETSI) với tên ETSI ETR 152. Phiên bản đầu tiên của ETR 152 đã chỉ định mã dòng 2B1Q trên ba cặp với tốc độ 784 kbit / s mỗi hoặc hai cặp với tốc độ 1.168 kbit / s mỗi cặp. Một phiên bản thứ hai của ETR 152, được xuất bản vào tháng 6 năm 1995, đã chỉ định điều chế biên độ / pha không sóng mang mã hóa của trellis như là một sơ đồ điều chế thay thế, chạy trên hai cặp với tốc độ 1.168 kbit / s mỗi cái. Một phiên bản thứ ba của ETR 152, được xuất bản vào tháng 12 năm 1996, đã thêm khả năng sử dụng một cặp điều chế CAP duy nhất ở tốc độ 2.320 kbit / s. Sau đó, một tiêu chuẩn HDSL quốc tế đã được Nhóm nghiên cứu 15 thuộc ngành Tiêu chuẩn hóa viễn thông của Liên minh viễn thông quốc tế (ITU-T) công bố vào ngày 26 tháng 8 năm 1998 và được thông qua với hình thức khuyến nghị ITU-T G.991.1 vào ngày 13 tháng 10 năm 1998.

## So sánh với sản phẩm di sản T1
Các nhà mạng di sản T1 hoạt động bằng cách sử dụng mã dòng đảo ngược dấu thay thế (AMI), gần đây cũng là B8ZS, trên hai cặp dây. Mỗi cặp dây được vận hành đơn giản, nghĩa là, một cặp dây được sử dụng để truyền theo mỗi hướng. Tần số Nyquist của 1.544   tín hiệu megabaud là 772 kHz. Tần số cao hơn bị suy giảm mạnh hơn tần số thấp hơn, thúc đẩy việc sử dụng các công nghệ làm giảm băng thông tín hiệu. Trong HDSL, sử dụng song công hoàn toàn bằng phương pháp khử tiếng vang, cho phép truyền đồng thời theo cả hai hướng trên mỗi hai cặp dây, giúp giảm hiệu quả tốc độ ký hiệu theo hệ số hai. Thông qua việc sử dụng mã hóa 2B1Q, hai bit được kết hợp thành một ký hiệu, tiếp tục giảm tốc độ ký hiệu theo hệ số hai. Đối với biến thể HDSL 2B1Q hai cặp này, việc tạo khung tăng tốc độ bit từ 1.544   Mbit / s đến 1,568   Mbit / s, dẫn đến tốc độ biểu tượng là 392 kilobaud và tần số Nyquist là 196   kHz.
Legacy T1 yêu cầu bộ lặp lại (repeater) cứ sau 35   dB suy giảm, tương đương 1.6 đển 1.9 km, tùy thuộc vào thước đo dây dẫn và các yếu tố khác. Ban đầu nó được bán trên thị trường là "T1 không cần repeater", HDSL đã tăng phạm vi lên tới 12.000 foot (3,7 km) trên một vòng lặp địa phương AWG24.   Để kích hoạt các đường HDSL dài hơn, có thể sử dụng tối đa bốn bộ lặp cho tầm xa 60.000 foot (18 km).   

## So sánh với các biến thể DSL khác
Không giống như ADSL, HDSL hoạt động trong băng cơ sở và không cho phép POTS hoặc ISDN cùng tồn tại trên các cặp dây giống nhau. Không giống như ADSL, SDSL độc quyền và G.SHDSL, HDSL không thích ứng tốc độ: tốc độ đường truyền luôn là 1,544   Mbit / s hoặc 2.048   Mbit / s. Tỷ lệ thấp hơn ở bội số của 64   kbit / s được cung cấp cho khách hàng bằng cách chỉ sử dụng một phần của các kênh DS0 trong tín hiệu DS1, được gọi là T1 / E1 được phân kênh.
HDSL nhường chỗ cho các công nghệ DSL đối xứng mới, HDSL2 và HDSL4, SDSL độc quyền và G.SHDSL. HDSL2 cung cấp cùng tốc độ dữ liệu trên một cặp đồng; nó cũng cung cấp tầm với xa hơn và có thể hoạt động trên đồng có chất lượng hoặc chất lượng thấp hơn. SDSL là công nghệ đa tốc độ, cung cấp tốc độ từ 192   kbit/s đến 2,3 Mbit/s, sử dụng một cặp dây đồng duy nhất.